# 馬迪亞斯·費南迪斯
馬迪亞斯·費南迪斯（Matías Fernández，1986年5月15日—）是一名阿根廷裔智利足球運動員，代表智利國家足球隊。馬迪·費南迪斯可擔任進攻中場或前鋒，2009年夏天由西甲球會比利亞雷阿爾轉投士砵亭。2012年夏天再由士砵亭轉投佛罗伦萨，現效力内卡哈。
馬迪·費南迪斯加盟西甲球會比利亞雷阿爾前，效力智利球會科洛科洛。憑期間出色表現，奪得2006年南美足球先生。
| 前任： 特维斯 | 南美足球先生 2006 | 繼任： 卡賓拿斯 |